# 莫希利夫-波迪利斯基区
莫希利夫-波迪利斯基區（烏克蘭語：Могилів-Подільський район）是烏克蘭西南部文尼察州的一個區，行政中心設於莫希利夫-波迪利斯基，面积为3,220.5平方公里，人口数量为142,456人（2021年估计）。

## 历史
2020年7月18日作为乌克兰行政区划改革的一部分，文尼察州的区份数量减至6个，莫希利夫-波迪利斯基区的面积显著增加。改革前莫希利夫-波迪利斯基区的面积为930平方公里，2020年人口数量为31,793人。

## 行政区划
莫希利夫-波迪利斯基区下分为7个市镇。
- 巴布琴齊市鎮（烏克蘭語：Бабчинецька сільська громада）
- 文德恰內市鎮（烏克蘭語：Вендичанська селищна громада）
- 莫希利夫-波迪利斯基市镇
- 穆羅瓦尼-庫里利夫齊市鎮（烏克蘭語：Мурованокуриловецька селищна громада）
- 切爾尼夫齊市鎮（烏克蘭語：Чернівецька селищна громада）
- 揚皮爾市鎮（烏克蘭語：Ямпільська міська громада）
- 亞雷希夫市鎮（烏克蘭語：Яришівська сільська громада）